# Золотий кубок Аргентини з футболу 1945
Золотий кубок Аргентини з футболу 1945 — 2-й неофіційний розіграш турніру, який став попередником Суперкубка Іспанії з футболу. Матч відбувся 23 грудня 1945 року між чемпіоном Іспанії клубом Барселона та володарем кубка Іспанії клубом Атлетік (Більбао).

## Матч
| 23 грудня 1945 |

| Барселона                                | 5:4      | Атлетік (Більбао)                 |
| ---------------------------------------- | -------- | --------------------------------- |
| Сезар 15', 67' Ескола 28', 43' Браво 72' | Протокол | Урра 6' Сарра 13', 86' Панісо 33' |

| Камп де Лес Кортс, Барселона Арбітр: Хуліан Арке |

| В              |  | Хуан Самбудіо Веласко |
| З              |  | Курта                 |
| З              |  | Хуан Санс Алсіна      |
| З              |  | Жауме Еліас           |
| ПЗ             |  | Гонсальво II          |
| ПЗ             |  | Гонсальво III         |
| Н              |  | Маріано Мартін        |
| Н              |  | Хосе Браво            |
| Н              |  | Хосеп Ескола          |
| Н              |  | Сезар                 |
| Н              |  | Луїс Гамонал          |
| Тренер:        |  |                       |
| Хосеп Самітьєр |  |                       |

| В           |  | Раймундо Лесама    |
| З           |  | Нандо Гонсалес     |
| З           |  | Роберто Бертол     |
| ПЗ          |  | Мігель Гаїнса      |
| ПЗ          |  | Луїс Бергарече     |
| ПЗ          |  | Мануель Барренечеа |
| Н           |  | Ісідоро Урра       |
| Н           |  | Хосе Луїс Панісо   |
| Н           |  | Менчака Більбао    |
| Н           |  | Хосе Луїс Панісо   |
| Н           |  | Тельмо Сарра       |
| Тренер:     |  |                    |
| Хуан Уркісу |  |                    |